# Opération Metastasis
L’opération Metastasis (Métastase) est une opération judiciaire annoncé en 2023 qui concerne l’étendue de la pénétration du narcotrafic en Équateur, notamment dans les clubs de football et les médias. 
Le 14 décembre 2023, 900 policiers ont été mobilisés pour arrêter 29 personnes. Des clubs de foot, des magistrats et des journalistes ont été impliqués dans le narcotrafic en Équateur. 
Cette opération est l'un des facteurs ayant conduit à la réaction des gangs en janvier 2024.